# Petar Novák
Petr „Petar“ Novák (* 24. srpna 1962) je sportovní lékař a bývalý český fotbalový útočník.
Díky původu rodičů získal i jugoslávský pas, v němž byla použita transkripce "Petar", kterou používal jako své fotbalové „umělecké“ jméno.

## Hráčská kariéra
Začínal ve Slovanu Varnsdorf, od 17 let nastupoval za Sklo Union Teplice. Československou ligu hrál za Bohemians (1981–1984) a Spartu Praha (1984–1989), nastoupil ve 109 utkáních a vstřelil 35 gólů. Svou kariéru končil v řeckém Iraklisu Soluň (1990–1991). Získal šest titulů mistra ligy, jeden s Bohemians (1983) a pět se Spartou (1985, 1987, 1988, 1989, 1990). Dvakrát vyhrál československý pohár (1988, 1989). Dařilo se mu v evropských pohárech, startoval tam celkem 17x a vstřelil 8 branek. V rozvinutí jeho mimořádného talentu mu bránilo, že se souběžně s fotbalem intenzivně věnoval studiu. V roce 1981 absolvoval Gymnázium Teplice a následně vystudoval medicínu. To mu umožnilo stát se po skončení hráčské kariéry uznávaným sportovním lékařem (mj. působil u české fotbalové reprezentace U21 a v AC Sparta Praha).

### Ligová bilance
| Ročník                | Zápasy | Góly | Minuty | Klub                   |
| --------------------- | ------ | ---- | ------ | ---------------------- |
| II. liga 1979/80      | –      | –    | –      | TJ Sklo Union Teplice  |
| II. liga 1980/81      | –      | –    | –      | TJ Sklo Union Teplice  |
| I. liga 1981/82       | 4      | 0    | –      | TJ Bohemians ČKD Praha |
| I. liga 1982/83       | 9      | 1    | –      | TJ Bohemians ČKD Praha |
| II. liga 1982/83      | 10     | 5    | –      | TJ Sklo Union Teplice  |
| I. liga 1983/84       | 9      | 1    | –      | TJ Bohemians ČKD Praha |
| I. liga 1984/85       | 9      | 4    | –      | TJ Sparta ČKD Praha    |
| I. liga 1985/86       | 23     | 15   | –      | TJ Sparta ČKD Praha    |
| I. liga 1986/87       | 14     | 6    | –      | TJ Sparta ČKD Praha    |
| I. liga 1987/88       | 10     | 1    | –      | TJ Sparta ČKD Praha    |
| I. liga 1988/89       | 23     | 6    | –      | TJ Sparta ČKD Praha    |
| I. liga 1989/90       | 8      | 1    | –      | TJ Sparta ČKD Praha    |
| I. řecká liga 1989/90 | 9      | 0    | –      | Iraklis Soluň          |
| I. řecká liga 1990/91 | 4      | 0    | –      | Iraklis Soluň          |
| CELKEM I. ČS. LIGA    | 109    | 35   | –      |                        |
| CELKEM I. ŘECKÁ LIGA  | 13     | 0    | –      |                        |